# Selenodesmium tereticaulum
Selenodesmium tereticaulum là một loài dương xỉ trong họ Hymenophyllaceae. Loài này được Ching Copel. mô tả khoa học đầu tiên năm 1938.